# Cayaponia americana
Cayaponia americana là một loài thực vật có hoa trong họ Cucurbitaceae. Loài này được (Lam.) Cogn. mô tả khoa học đầu tiên năm 1881.